# Polizeiakte 909
Pour plus de détails, voir Fiche technique et Distribution.
Polizeiakte 909 est un film allemand réalisé par Robert Wiene, sorti en 1933.

## Fiche technique
- Titre : Polizeiakte 909
- Réalisation : Robert Wiene
- Scénario : Robert Wiene d'après la pièce de Melchior Lengyel
- Photographie : Heinrich Gärtner (en)
- Montage : Carl Otto Bartning
- Pays d'origine : République de Weimar
- Format : Noir et blanc - 1,33:1
- Genre : policier
- Durée : 81 minutes
- Date de sortie : 1933

## Distribution
- Liane Haid : Hélène Laroche
- Viktor de Kowa : Charles Renard-Brinski
- Valéry Inkijinoff : Dr Nitobe Tokeramo
- Veit Harlan : Inose Hironari
- Arthur Bergen (en) : Yoshikawa
- Paul Mederow (en) : Vorsitzender
- Bernhard Goetzke : Staatsanwalt
- Paul Henckels : Verteidiger
- Josef Dahmen : Werkdetektiv